# In memoriam Vladimíra Padrůňka
Vladimír Padrůněk In memoriam je první album kapely Dux, natočené v roce 1986 v domácím studiu kytaristy Jiřího Hradce. Vyšlo až rok po smrti Vladimíra Padrůňka, v roce 1992. Je na něm devět skladeb, jedna z nich – „Něco ti řeknu“ – byla natočena o pár měsíců dříve v Československé televizi. Album bylo natočeno víceméně na živo, tedy bicí nástroje s baskytarou, použily se i základy kytary a klávesových nástrojů. Na konečných úpravách se bohužel nepodíleli všichni členové kapely, takže výsledný zvuk není zdaleka ideální. Nahrávka se pořizovala pouze na osmistopém mixážním pultu.

## Seznam skladeb
1. Dobře to dopadlo
2. Brzy uvidíme
3. Ohlédnutí
4. Věřím v úsvit
5. Něco ti řeknu
6. Ještě se nekončí
7. Bez záruky
8. Nechce se nám spát
9. Je čas

## Obsazení kapely
- Martin Koubek – kytary, zpěv
- Vladimír Padrůněk – baskytara
- Radek Čermák – sólový zpěv
- Odon Schiesl – klávesové nástroje
- Josef Nováček – bicí nástroje